# Škocjan (gmina Domžale)
Škocjan – wieś w Słowenii, w gminie Domžale. W 2018 roku liczyła 107 mieszkańców.